# François Poullain de La Barre
Pour les articles homonymes, voir Poullain et De La Barre.
François Poullain de La Barre, né en 1647 à Paris et mort le 4 mai 1723 à Genève, est un écrivain, philosophe cartésien et féministe français.

## Biographie
D’abord étudiant en théologie, François Poullain de La Barre adopte la philosophie de Descartes. Il devient prêtre en Picardie avant de se convertir au protestantisme, puis de s’exiler à Genève. Il y enseigne, et il est reçu habitant en 1688, puis bourgeois en 1716 de la République de Genève.
Convaincu de l’injustice faite aux femmes et par l’inégalité de la condition féminine, il applique les principes cartésiens à la question des femmes et rédige de nombreux textes de philosophie sociale qui dénoncent les préjugés sexistes qui prospèrent envers les femmes au XVIIe siècle, préjugés qui soutiennent les discriminations dont elles font alors l’objet. Ses textes font de lui l’un des champions de l’égalité sociale entre femmes et hommes, ainsi qu'un précurseur des théories féministes modernes.
En 1673, il fait paraître anonymement De l’égalité des deux sexes, discours physique et moral où l’on voit l’importance de se défaire des préjugez, où il démontre que l’inégalité de traitement que subissent les femmes n’a pas de fondement « naturel », mais procède d’un préjugé culturel. Il préconise que les femmes reçoivent une véritable éducation, mais aussi que leur soient ouvertes toutes les carrières, y compris les carrières scientifiques[réf. souhaitée].
Si le terme de « préjugé » est connu depuis le XVIe siècle, François Poullain de La Barre est le premier à mettre en parallèle « préjugé » et « sexe ».
Dans un autre ouvrage, également anonyme, De l’éducation des dames pour la conduite de l’esprit dans les sciences et dans les mœurs, Poullain de La Barre poursuit sa réflexion sur l’éducation des femmes. Quelques années plus tard, il défend, semble-t-il avec ironie, le point de vue sexiste répandu à son époque dans son ouvrage De l’excellence des hommes contre l’égalité des sexes, par lequel il espère atteindre un plus grand nombre de personnes, en ridiculisant les arguments patriarcaux[réf. souhaitée].
Certes Pierre Bayle a avancé l’hypothèse que Poullain aurait réfuté sa propre thèse parce qu’il se sentait menacé. Mais les arguments antiféministes poussés jusqu’à l’absurde incitent au doute quant à la sincérité de cette « réfutation » et invitent à lire le texte selon le modèle de l'éloge paradoxal. Aussi la place de Poullain de La Barre dans l’histoire du féminisme varie-t-elle considérablement d’un auteur à l’autre[réf. souhaitée].
On doit à Poullain de La Barre la célèbre maxime L’esprit n’a pas de sexe. Simone de Beauvoir le cite en épigraphe au Deuxième Sexe en 1949 : « Tout ce qui a été écrit par les hommes sur les femmes doit être suspect, car ils sont à la fois juge et partie ».

## Œuvres
- De l’Égalité des deux sexes, discours physique et moral où l’on voit l’importance de se défaire des préjugez, Paris, Chez Jean du Puis, 1673 ; rééd. Fayard, 1984 [édition de 1676].
- De l’Éducation des dames pour la conduite de l’esprit dans les sciences et dans les mœurs, entretiens, Paris, Chez Jean du Puis, 1674 ; Université de Toulouse Le Mirail, Toulouse, 1980, 1985.
- De l’Excellence des hommes contre l’égalité des sexes, Paris, J. Du Puis, 1675.
- La Doctrine des protestans sur la liberté de lire l’Écriture sainte, le service divin en langue entenduë, l’invocation des saints, le sacrement de l’Eucharistie, Genève, 1720.
- (en) Three Cartesian Feminist Treaties, Chicago, University of Chicago press, 2002.
- De l'égalité des deux sexes; De l'éducation des dames; De l'excellence des hommes, éd. critique complète par M-F. Pellegrin, Paris, Vrin, 2011.

## Œuvres en ligne
- De l’Éducation des dames pour la conduite de l’esprit dans les sciences et dans les mœurs, Paris, J. Du Puis, 1674[5].
- De l’Égalité des deux sexes, discours physique et moral où l’on voit l’importance de se défaire des préjugés, seconde édition, Paris, 1679 (transcription annotée et avec modernisation de l'orthographe).
- De l’Excellence des hommes contre l’égalité des sexes Paris, J. Du Puis, 1675.